# Ла-Шеврери
Ла-Шеврери́ (фр. La Chèvrerie) — коммуна во Франции, находится в регионе Пуату — Шаранта. Департамент — Шаранта. Входит в состав кантона Вильфаньян. Округ коммуны — Конфолан.
Код INSEE коммуны — 16098.
Коммуна расположена приблизительно в 360 км к юго-западу от Парижа, в 65 км южнее Пуатье, в 45 км к северу от Ангулема.

## Население
Население коммуны на 2008 год составляло 146 человек.
| 1962 | 1968 | 1975 | 1982 | 1990 | 1999 | 2008 |
| ---- | ---- | ---- | ---- | ---- | ---- | ---- |
| 158  | 140  | 152  | 168  | 149  | 155  | 146  |

## Экономика
В 2007 году среди 84 человек в трудоспособном возрасте (15—64 лет) 57 были экономически активными, 27 — неактивными (показатель активности — 67,9 %, в 1999 году было 65,2 %). Из 57 активных работали 50 человек (25 мужчин и 25 женщин), безработных было 7 (2 мужчины и 5 женщин). Среди 27 неактивных 9 человек были учениками или студентами, 12 — пенсионерами, 6 были неактивными по другим причинам.

## Фотогалерея

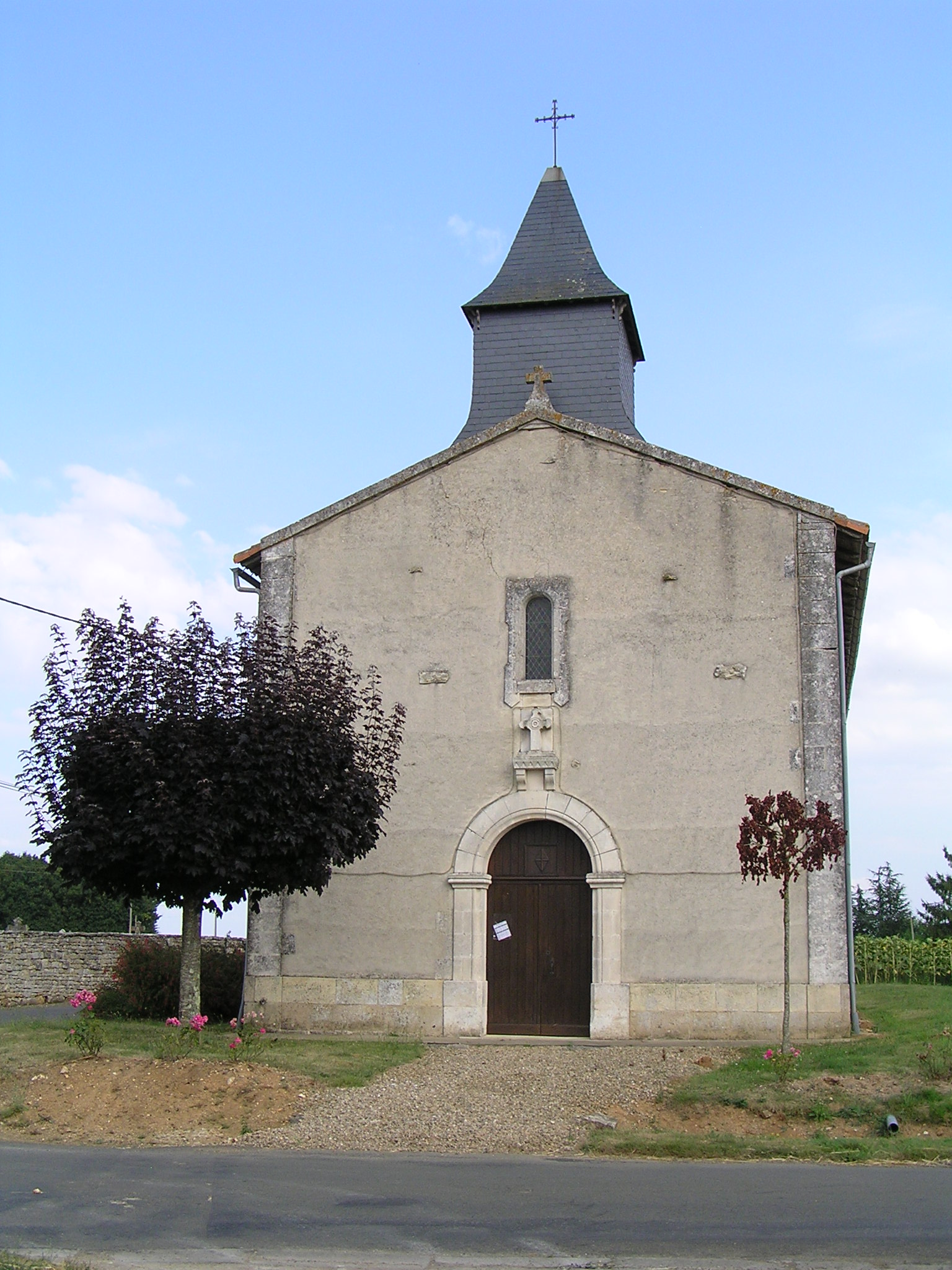
Церковь
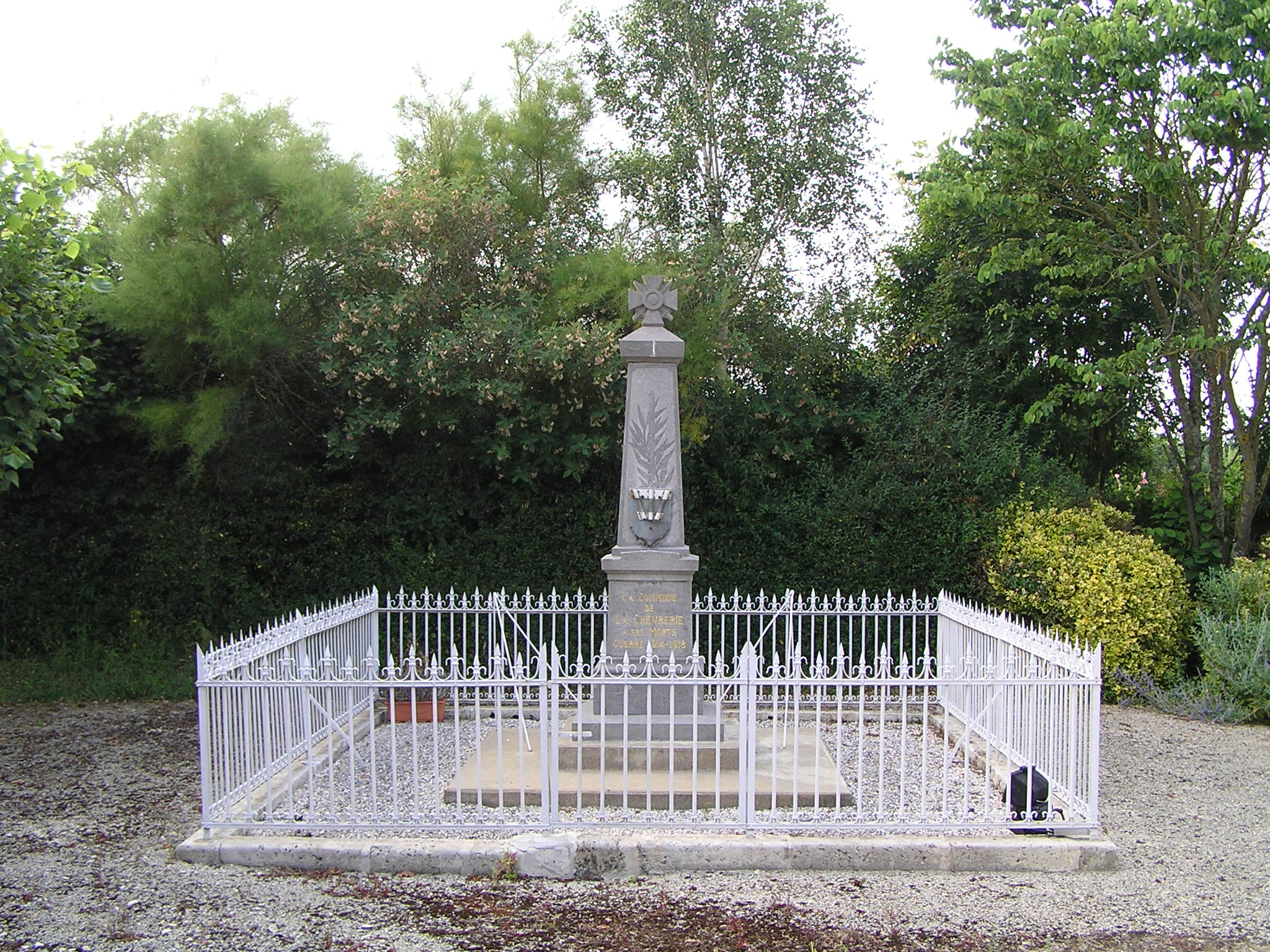
Военный мемориал
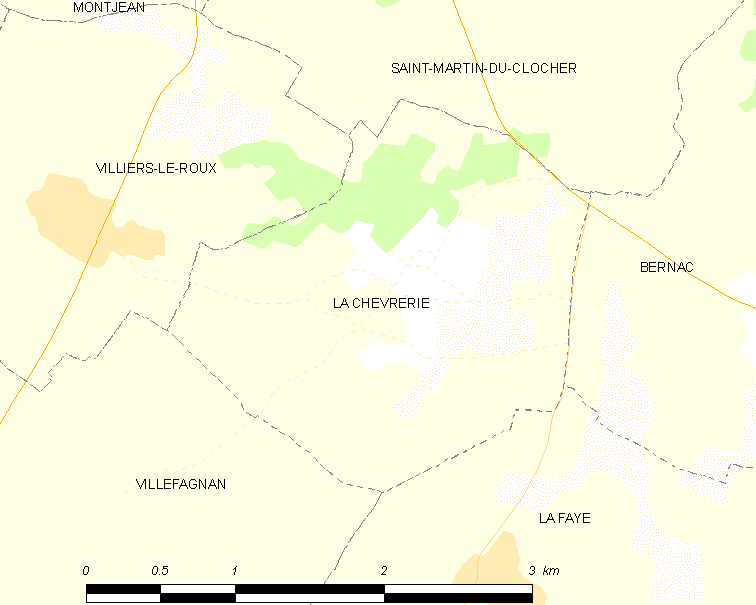
Карта коммуны